# Enosis Neon Trust
Enosis Neon Trust (în greacă Ένωσις Νέων Τραστ), cunoscut ca Trust, a fost un club de fotbal cipriot care își avea activitatea în orașul Nicosia.